# Каротамм, Николай Георгиевич
Никола́й Гео́ргиевич Ка́ротамм (эст. Nikolai Karotamm; 23 октября 1901 года, Пярну, Российская империя, — 26 сентября 1969 года, г. Москва, РСФСР, СССР) — эстонский советский партийный и государственный деятель, один из руководителей партизанского движения на территории Эстонии во время Великой Отечественной войны.

## Биография
Родился в семье крестьянина-плотника.
В 1925 году приехал в СССР, учился в Ленинградском отделении Коммунистического университета национальных меньшинств Запада им. Ю. Мархлевского.
С 1928 года — член Коммунистической партии Эстонии (КПЭ), был на подпольной работе в Эстонии (1928—1929).
В 1929 году вернулся в СССР, в 1931 году окончил обучение в университете и остался в аспирантуре, одновременно работая в журнале «Классовая борьба».
С 1933 года — на преподавательской работе в Москве, затем редактор в издательстве иностранных рабочих.
После присоединения Эстонии к СССР в 1940 году — ответственный редактор газеты «Коммунист», первый секретарь Тартуского уездного комитета партии.
С мая 1941 года — 2-й секретарь ЦК КП(б)Э.
Во время Великой Отечественной войны с июня 1941 года участвовал в организации партийного подполья и партизанских отрядов.
11 июля 1941 года был создан республиканский Комитет обороны ЭстССР, в состав которого вошли К. Я. Сяре, Н. Г. Каротамм, И. Г. Лауристин и Б. Г. Кумм.
Возглавлял созданный 3 ноября 1942 года Эстонский штаб партизанского движения с момента создания. С 28 сентября 1944 по 26 марта 1950 года — первый секретарь ЦК КП (б) Эстонии; стал им после того, как советские власти узнали о переходе предыдущего первого секретаря К.Я. Сяре на сторону немцев.
В 1946—1954 годах — депутат Верховного Совета СССР.
С 1950 года — на научной работе учился в Академии общественных наук при ЦК КПСС.
С 1951 года работал в Институте экономики АН СССР в Москве.
Доктор экономических наук (1964).
Скончался 26 сентября 1969 года в Москве. Похоронен на Лесном кладбище в Таллине.

## Награды
- орден Ленина (18.06.1946)[8]
- орден Отечественной войны I степени (14.02.1945)[9]
- медали[2]